# Bewegungskosten
Die Bewegungskosten sind diejenigen Kosten, die entstehen, wenn nach einem Schadensfall unbeteiligte Sachen bewegt werden müssen. Sie müssen vom Versicherer getragen werden, der die Deckungspflicht für den ursprünglichen Schaden übernommen hat, soweit diese Kosten mitversichert sind. Eine ähnliche Kostenart sind die Schutzkosten, die nicht durch die Bewegung unbeteiligter Sachen, sondern durch deren Schutzaufwand entstehen. 

## Bewegungskostendeckende Versicherungen
Typische Versicherungen, in denen die Deckung der Bewegungskosten geregelt ist, sind Gebäudeversicherungen und Hausratversicherungen.

## Erweiterte Bewegungskosten
Von Schutz gegen erweiterte Bewegungskosten wird gesprochen, wenn Kosten für die Bewegung einer Sache entstehen, die durch einen anderen Versicherungsvertrag gegen dieselbe Gefahr versichert ist.

## Beispiele für Bewegungskosten
- Fortbewegen von Mobiliar aus einer Wohnung nach einem Leitungswasserschaden[3]
- Entfernen von Werkstatteinrichtungen, um Zugang zum Ausbau defekt gewordener versicherter Maschinen zu erlangen[4]